# Барут
Барут (пол. Barut, нім. Liebenhain) — село в Польщі, у гміні Ємельниця Стшелецького повіту Опольського воєводства.
Населення — 553 особи (2011).

## Демографія
Демографічна структура станом на 31 березня 2011 року:
|          | Загалом | Допрацездатний вік | Працездатний вік | Постпрацездатний вік |
| -------- | ------- | ------------------ | ---------------- | -------------------- |
| Чоловіки | 281     | 45                 | 200              | 36                   |
| Жінки    | 272     | 43                 | 164              | 65                   |
| Разом    | 553     | 88                 | 364              | 101                  |